# Gustav Graves
(Le ultime parole di Gustav Graves)
Gustav Graves (alias "colonnello Tan-Sun Moon") è un personaggio immaginario della serie cinematografica, nemico di James Bond, e il principale antagonista del film La morte può attendere (2002). Graves è liberamente ispirato al personaggio di Hugo Drax (alias "Hugo von Drake"), antagonista del romanzo di Ian Fleming Moonraker: il grande slam della morte, che, come Graves modifica il suo aspetto fisico per infiltrarsi nella società che vuole distruggere (Drax aveva già visto una trasposizione, alquanto poco fedele, nel film Moonraker - Operazione spazio del 1979). È stato interpretato da Toby Stephens (nel ruolo di Graves) e da Will Yun Lee (nel ruolo di Moon).

## Biografia
Nato col nome di Tan-Sun Moon, figlio del generale Moon, nelle regioni nord-coreane, studiò ad Oxford e ad Harvard per diventare un diplomatico tra l'occidente e la Corea del Nord. Invece divenne un fondamentalista, contrabbandiere d'armi e dei diamanti insanguinati della Sierra Leone, intento a invadere la Corea del Sud e, con l'influenza paterna, compie una rapida carriera militare fino a diventare colonnello.
I servizi segreti si accorgono dei suoi piani e inviano James Bond per fermarlo. L'operazione sembra, apparentemente, un successo quando Moon cade in un precipizio. In realtà è tutt'altro che morto e fugge a Cuba dove si sottopone a un intervento di sostituzione del DNA assumendo una fisicità caucasica. Assume il nome di Gustav Graves, un miliardario esploratore che lavora in miniere di diamanti in Argentina, per poi scoprirne una in Islanda. La nuova identità è basata proprio su James Bond che, con il suo carattere arrogante e provocatorio, ma anche carismatico e raffinato, ha colpito molto il giovane colonnello. Purtroppo il trattamento ha i suoi effetti collaterali: Gustav/Tan-Sun soffre di costante insonnia e inizia ad avere disturbi psichici ai limiti della paranoia, che riesce a controllare solamente grazie a un dispositivo chiamato dream machine.
Coi soldi ricavati dal commercio di diamanti passa alla creazione di un ultramoderno satellite chiamato Icarus, creatore di devastanti raggi, col quale potrà invadere la Corea del Sud e il Giappone. Con un aereo attraverserà le zone distrutte da Icarus per assistere alla sua vittoria ma Bond farà la sua comparsa e, nonostante Graves sia munito di un esoscheletro che rilascia scariche elettriche, lo ucciderà facendolo risucchiare nella turbina dello stesso aereo.